# Wien Rennweg
Wien Rennweg egy ausztriai vasútállomás Bécs 3. kerületében, Landstraßéban.

## Forgalom
| Vonal | Útvonal |
| ----- | --- |
| S1    | Wien Meidling – Wien Matzleinsdorfer Platz – Wien Hauptbahnhof 1-2 – Wien Quartier Belvedere – Wien Rennweg – Wien Mitte – Wien Praterstern – Wien Traisengasse – Wien Handelskai – Wien Floridsdorf – Wien Siemensstraße – Wien Leopoldau – Wien Süßenbrunn – Gänserndorf – Marchegg |
| S2    | Mödling – Wien Liesing – Wien Atzgersdorf – Wien Hetzendorf – Wien Meidling – Wien Matzleinsdorfer Platz – Wien Hauptbahnhof 1-2 – Wien Quartier Belvedere – Wien Rennweg – Wien Mitte – Wien Praterstern – Wien Traisengasse – Wien Handelskai – Wien Floridsdorf – Wien Siemensstraße – Wien Leopoldau – Gerasdorf – Wolkersdorf – Mistelbach (– Laa an der Thaya) |
| S3    | Wiener Neustadt Hauptbahnhof – Baden – Wien Liesing – Wien Atzgersdorf – Wien Hetzendorf – Wien Meidling – Wien Matzleinsdorfer Platz – Wien Hauptbahnhof 1-2 – Wien Quartier Belvedere – Wien Rennweg – Wien Mitte – Wien Praterstern – Wien Traisengasse – Wien Handelskai – Wien Floridsdorf – Wien Brünner Straße – Wien Jedlersdorf – Wien Strebersdorf – Stockerau – Hollabrunn |
| S4    | Wiener Neustadt Hauptbahnhof – Baden – Wien Liesing – Wien Atzgersdorf – Wien Hetzendorf – Wien Meidling – Wien Matzleinsdorfer Platz – Wien Hauptbahnhof 1-2 – Wien Quartier Belvedere – Wien Rennweg – Wien Mitte – Wien Praterstern – Wien Traisengasse – Wien Handelskai – Wien Floridsdorf – Wien Brünner Straße – Wien Jedlersdorf – Wien Strebersdorf – Stockerau – Absdorf-Hippersdorf (– Tulln Stadt – Tullnerfeld)                                                                    |
| S7    | Wien Floridsdorf – Wien Handelskai – Wien Traisengasse – Wien Praterstern – Wien Mitte – Wien Rennweg – Wien St. Marx – Wien Geiselbergstraße – Wien Zentralfriedhof – Wien Kaiserebersdorf – Schwechat – Mannswörth – Flughafen Wien – Fischamend – Maria Ellend a.d. Donau – Kroatisch Haslau – Regelsbrunn – Wildungsmauer – Petronell-Carnuntum – Bad Deutsch-Altenburg – Hainburg a.d. Donau Kulturfabrik – Hainburg a.d. Donau Personenbahnhof – Hainburg a.d. Donau Ungartor – Wolfsthal |

## Megközelítése közösségi közlekedéssel
- Villamos:  71, O
- Autóbusz:  77A
- Éjszakai autóbusz:  N71